# 日本ケーブルキャスセンター
有限責任中間法人日本ケーブルキャスセンター（にほんケーブルキャスセンター、Japan Cable Cas Center、略称：JCCC）は、かつて存在した有限責任中間法人。

## 業務内容
ケーブル事業におけるCASカードの配布及び管理業務

## 概要
2000年10月に、任意団体ケーブルCAS協議会として、社団法人日本ケーブルテレビ連盟日本ケーブルラボ内に設立。
BSデジタル放送をケーブルテレビで伝送するためのトランスモジュレーション方式を策定。ケーブルテレビ専用B-CASカードで使用されている、ケーブルテレビ事業者専用の番号体系の管理・運用も行う。
2002年9月27日、ケーブルテレビ専用B-CASカードの管理・運用に注力するため有限責任中間法人日本ケーブルキャスセンターに改組し、それ以外の事業を日本ケーブルテレビ連盟に譲渡。
2007年9月30日、解散し、全事業を日本ケーブルテレビ連盟CAS事業部に譲渡。